# Gaudefroyit
Gaudefroyit ist ein sehr selten vorkommendes Mineral aus der Mineralklasse der „Borate“ (ehemals Carbonate, Nitrate und Borate) mit der chemischen Zusammensetzung Ca4Mn3+3[O3|CO3|(BO3)3] und ist damit ein Calcium-Mangan-Borat mit zusätzlichen Sauerstoff- und Karbonationen.
Gaudefroyit kristallisiert im hexagonalen Kristallsystem und findet sich in Form prismatischer Kristalle mit pyramidalen Endflächen von bis zu 5 cm Länge. Meist sind diese zu strahlig auseinander strebenden Mineral-Aggregaten verbunden. Die undurchsichtigen Kristalle sind von kupferbrauner bis schwarzer Farbe mit starken gelborangen bis rötlichen, inneren Reflexionen und zeigen auf den Oberflächen einen glasähnlichen Glanz.

## Etymologie und Geschichte
Erstmals entdeckt wurde Gaudefroyit durch M. P. Gallo, der 1962 Mineralproben auf den Abraumhalden des Mangan-Tagebaus „Tachgagalt“ in der marokkanischen Provinz Ouarzazate sammelte. Georges Jouravsky (1896–1964) und François Permingeat analysierten das Material und konnten dabei das bisher unbekannte Mineral identifizieren. Sie benannten es nach dem französischen Mineralogen Abbé Christophe Gaudefroy (1888–1971), der unter anderem in „Tachgagalt“ arbeitete.
Typmaterial des Minerals wird im Geologischen Amt von Marokko in Rabat, im Muséum national d’histoire naturelle (Katalog-Nr. 165.34) und in der Mines ParisTech (auch École des mines de Paris, englisch National School of Mines) in Paris aufbewahrt.

## Klassifikation
In der veralteten 8. Auflage der Mineralsystematik nach Strunz gehörte der Gaudefroyit noch zur gemeinsamen Mineralklasse der „Carbonate, Nitrate und Borate“ und dort zur Abteilung „Inselborate“, wo er zusammen mit Hulsit, Ludwigit, Orthopinakiolith, Pinakiolith, Vonsenit und Warwickit die „Warwickit-Pinakiolith-Gruppe“ mit der System-Nr. Vc/A.03 bildete.
Die von der International Mineralogical Association (IMA) zuletzt 2009 aktualisierte 9. Auflage der Strunz’schen Mineralsystematik ordnet den Gaudefroyit dagegen in die nun eigenständige Klasse der „Borate“ und dort in die Abteilung der „Monoborate“ ein. Diese ist weiter unterteilt nach der möglichen Anwesenheit zusätzlicher Anionen und der Struktur der Boratkomplexe, so dass das Mineral entsprechend seiner Zusammensetzung und seinem Aufbau in der Unterabteilung „BO3 mit zusätzlichen Anionen; 1(Δ) + OH usw.“ (hier: ein trigonaler Boratkomplex und zusätzliche Sauerstoff- und Carbonationen) zu finden ist, wo es als einziges Mitglied die unbenannte Gruppe 6.AB.60 bildet.
Die vorwiegend im englischen Sprachraum gebräuchliche Systematik der Minerale nach Dana ordnet den Gaudefroyit wie die veraltete Strunz’sche Systematik in die gemeinsame Klasse der „Carbonate, Nitrate und Borate“ und dort in die Abteilung der „Borate“ ein. Hier ist er als einziges Mitglied in der unbenannten Gruppe 27.01.02 innerhalb der Unterabteilung „Zusammengesetzte Borate“ zu finden.

## Kristallstruktur

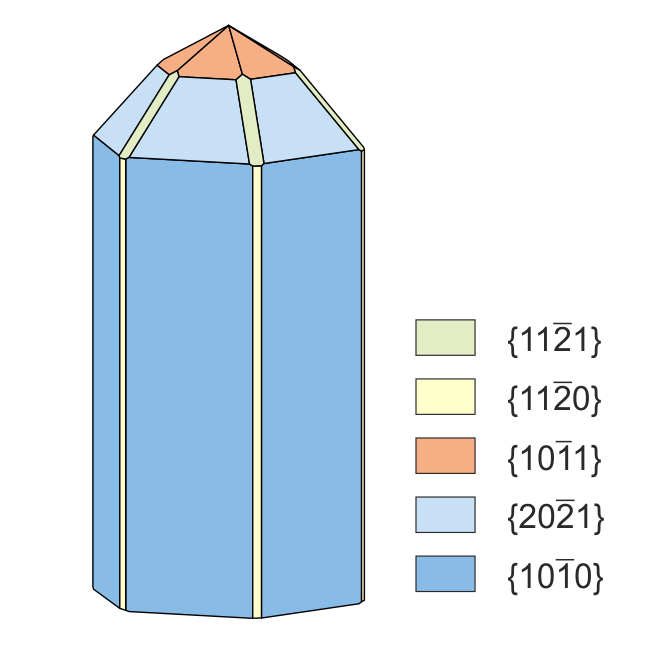
Zeichnung eines Gaudefroyit-Kristalls

Gaudefroyit kristallisiert hexagonal in der Raumgruppe P63 (Raumgruppen-Nr. 173) mit den Gitterparametern a = 10,59 Å und c = 5,89 Å sowie zwei Formeleinheiten pro Elementarzelle.

## Bildung und Fundorte

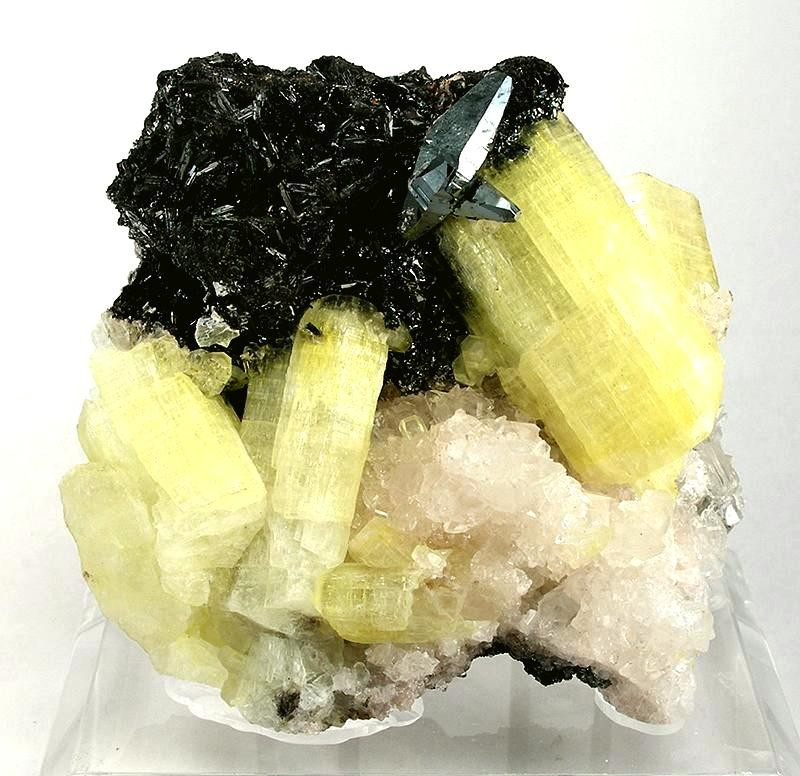
Ettringit (gelb), Calcit (weiß), Gaudefroyit (schwarz) und Hämatit (silbriger Einzelkristall) aus der N'Chwaning II Mine, Kuruman, Kalahari-Manganerzfelder, Nordkap, Südafrika (Größe: 10 cm × 8 cm × 4 cm)

Gaudefroyit bildet sich durch hydrothermale Vorgänge in Mangan-Lagerstätten. An seiner Typlokalität im Mangan-Tagebau „Tachgagalt“ wurden auch die bisher größten Gaudefroyitkristalle mit bis zu 5 cm großen Prismen entdeckt. Als Begleitminerale traten hier Braunit, Brucit, Calcit, Crednerit, Hausmannit, Marokit, Pyrolusit und Quarz auf.
In Deutschland kennt man das Mineral bisher nur aus dem Steinbruch „Caspar“ am Ettringer Bellerberg im rheinland-pfälzischen Landkreis Mayen-Koblenz.
Weitere bisher bekannte Fundorte finden sich nur noch in den Kalahari-Manganerzfeldern der südafrikanischen Provinz Nordkap wie die N'Chwaning Minen bei Kuruman, wo als Begleitminerale noch Baryt, Bixbyit-(Mn), Hämatit, Hydrogrossular und Manganit auftraten, sowie die Wessels Mine bei Hotazel. Ein angeblicher Fund aus der Grube Black Rock stellte sich nach Überprüfung als irrtümliche Meldung eines Mineralhändlers heraus.